# پیتر وان دن هوخنباند
پیتر وان دن هوخنباند ورزشکار مرد رشتهٔ شنا اهل کشور هلند است. وی در بین سال‌های ‎۲۰۰۰ تا ۲۰۰۴ میلادی در مسابقات بازی‌های المپیک تابستانی در مجموع ۷ مدال، شامل ۳ مدال طلا ، ۲ نقره و ۲ برنز را کسب کرد.